# Franjo Zagoda
Franjo Zagoda (Samobor, 23. listopada 1871. – Zagreb, 9. siječnja 1956.) bio je hrvatski katolički svećenik, bibličar i crkveni pisac.

## Životopis
Studirao je teologiju u Zagrebu i Budimpešti. Tamo je i doktorirao 1900. godine. Zatim je službovao kao kapelan i vjeroučitelj u osnovnim školama u Legradu, Pakracu i Karlovcu (1894.–1899.). Nakon toga je službovao kao vjeroučitelj u gimnaziji u Karlovcu i Bjelovaru (1899.–1912.).
Od 1912. godine predavao je Novi zavjet na Katoličkom bogoslovnom fakultetu u Zagrebu. Zbog političkih razloga je prisilno umirovljen 1919. godine, da bi dvije godine kasnije bio ponovno imenovan te je predavao kao profesor emeritus.
Služeći se Vulgatom i prijevodom Josipa Stadlera s grčkoga je izvornika preveo Novi zavjet.

### Mrežna sjedišta
- Zagoda, Franjo. Hrvatska enciklopedija LZMK. Pristupljeno 25. srpnja 2025.